# Střížovice (Jindřichův Hradec-i járás)
Střížovice település Csehországban, a Jindřichův Hradec-i járásban. Střížovice Nová Olešná, Hospříz, Blažejov, Člunek, Strmilov és Kunžak településekkel határos. Lakosainak száma 563 fő (2024. január 1.).

## Népesség
A település lakosságának változását az alábbi diagram mutatja:
| Lakosok száma | 773  | 772  | 655  | 474  | 546  | 650  | 587  | 565  | 568  | 563  |
|               | 1869 | 1890 | 1921 | 1950 | 1980 | 2001 | 2017 | 2019 | 2022 | 2024 |